# Tetrastigma affine
Tetrastigma affine là một loài thực vật hai lá mầm trong họ Nho. Loài này được (Gagnep. ex Osmaston) Raizada & H.O. Saxena miêu tả khoa học đầu tiên năm 1966.